# Цькування качок
Травлення качок (англ. Duck-baiting) — кривавий вид спорту, який включає цькування собак на качок.

## Огляд
Качине полювання полягало в тому, що качку, прив'язану до шестерні, випускали на водойму. Собака пірнав у ставок, переслідуючи качку, яка не могла літати. Після того як качка пірнула, собака кинулась, щоб переслідувати, відбулася вражаюча вистава дайвінгу. Неминуче собака не міг зрівнятися зі швидкістю качки під водою і в люті спливав на поверхню. Глядачі грали в азартні ігри та приєднувалися до шуму, щоб підбадьорити улюблену тварину. Ті, хто підтримував собаку, могли закидати качку камінням, намагаючись вивести її з ладу, що викликало бійки серед глядачів. Собаки по черзі ловили качку. Призи отримають собаки, які зловлять качку за найменший час.
«Спорт і розваги Стратта» говорить про цькування качок:
«ще одна варварська розвага, і для її виконання необхідно мати ставок з водою, достатньо великий, щоб качка мала достатньо місця для втечі від собак, коли її переслідують; що вона і робить, пірнаючи щоразу, коли хтось із них наближається до неї».
Це був улюблений глядацький вид спорту для короля Англії Карла II.

## Розташування
У Лондоні та його околицях проводилися заходи з цькування качок. Сільські заїжджі двори з такими назвами, як «Собака і качка, Поля Сент-Джордж», розташовані в Сент-Джордж-Філдс, Брікстон, Гемпстед, Далвіч, Стемфорд-Гілл, Тоттенхем, Сток-он-Трент, Ньюінгтон і У Тутінга були ставки, де проводилася цькування. У вихідні дні родини, друзі та їхні бійцівські собаки часто відвідували ці місця.

## Зникнення
Масові зібрання, пов'язані з діяльністю, викликали тривогу громадськості. Наприкінці ХІХ століття цькування качок занепало.

## Подальше читання
- Fleig, Dieter. (1996). History of Fighting Dogs. T.F.H. Publications. Neptune City, New Jersey. ISBN 0-7938-0498-1ISBN 0-7938-0498-1